# Loïc Le Menn
Pour les articles homonymes, voir Le Menn.
Loïc Le Menn est un joueur de rink hockey né le 18 juin 1988. Formé à Lyon, il joue actuellement dans cette même ville.

## Parcours sportif
Licencié au RHC Lyon, il quitte ce club pour se rendre au SCRA Saint-Omer en 2009. Il y reste deux saisons avant de revenir à Lyon en 2011. 

En 2009-2010, il est sélectionné pour participer à la coupe latine. 
Lors de la saison 2016-17, il entraine l'équipe féminine d'Aix-les-Bains. 

### Palmarès
En 2010, il remporte la Coupe de France avec le club de Saint-Omer.